# 你是我的阳光
你是我的阳光（英語：You Are My Sunshine）是吉米·戴维斯和查尔斯·米切尔于1940年发行的歌曲。根据BMI的数据，这首歌先后共被350位艺术家翻唱并翻译成30多种语言。1977年，为了纪念吉米·戴维斯在路易斯安那州的州长生涯，这首歌被路易斯安那州议会确立为该州第二首州歌。